# Одарченко, Андрей Николаевич
Одарченко Андрей Николаевич (укр. Одарченко Андрій Миколайович; род. 2 ноября 1978, Харьков) — народный депутат Украины IX созыва, член Комитета Верховного Совета по вопросам антикоррупционной политики, доктор технических наук, профессор.

## Биография
Родился 2 ноября 1978 года в городе Харьков, Харьковской Области, Украинской ССР.
В 2000 году окончил Харьковскую государственную академию технологии и организации питания по специальности «Товароведение и коммерческая деятельность», получил диплом с отличием по специализации товаровед-эксперт.
28 ноября 2003 защитил диссертационную работу для получения учёной степени кандидата технических наук по специальности 05.18.15 — товароведение пищевых продуктов;
27 июня 2007 года получил учёное звание доцента присвоенное решением Аттестационной коллегии МОН;
С 2011 года по настоящее время является деканом факультета управления торгово-предпринимательской и таможенной деятельностью ХГУПТ.
20 марта 2014 года защитил диссертационную работу для получения учёной степени доктора технических наук по специальности 05.18.13 — технология консервированных и охлаждённых пищевых продуктов;
С 2015 по настоящее время по совместительству работает в должности профессора кафедры товароведения, управления качеством и экологической безопасности ХГУПТ. Общий стаж работы составляет 13 лет 5 месяцев.
Является членом диссертационного совета Харьковского государственного университета питания и торговли, председателем Ученого совета факультета управления торгово-предпринимательской и таможенной деятельностью ХГУПТ, председателем экспертного совета ХГУПТ по направлению «Товароведение и торговое предпринимательство. Экологическая безопасность», членом Украинского общества товароведов и технологов, членом научного семинара по предварительной экспертизы диссертаций ХГУПТ.
Специалист по подготовке инженерных и научно-педагогических кадров, в том числе и высшей квалификации — подготовил трех кандидатов технических наук, которые успешно защитили диссертационные работы на получение ученой степени кандидата технических наук по специальности 05.18.15 — товароведение пищевых продуктов.
В июне 2019 года ЦИК зарегистрировал Одарченко А.Н. кандидатом в народные депутаты от партии «Cлуга Народа» по мажоритарному округу №170.

## Научная деятельность и интересы
Основная сфера научных интересов сосредоточена в научном обосновании:
- возможности улучшения качества и функционально-технологических свойств замороженного сырья и пищевых продуктов путем использования рациональных режимов термической возвратности технологических процессов замораживания, холодильного хранения и размораживания;
- усовершенствовании технологий консервирования холодом сырья растительного происхождения, пищевых продуктов и полуфабрикатов;
- разработке ступенчатого режима размораживания полуфабрикатов с нулевой площадью гистерезиса кинетики температур;
- исследовании процесса замораживания сырья и продуктов питания, проходят технологическую обработку перед замораживанием.

Результаты научной деятельности внедрены в работу предприятий пищевой промышленности.
За значительный личный вклад в развитие образования и науки Харьковской области, обучения и воспитания студенческой молодежи, решения вопросов социально-экономической защиты членов профсоюза, профессиональную компетентность награжден Грамотой Харьковской областной организации профсоюза работников образования и науки Украины в 2012.

## Звания и награды
- Диплом стипендиата облгосадминистрации имени Георгия Федоровича Проскуры (по техническим наукам, 2008);
- Грамота Харьковской областной организации профсоюза работников образования и науки Украины, 2012;
- Почётная грамота Департамента экономики и международных отношений Харьковской областной государственной администрации, 2014;
- Диплом победителя XVI областного конкурса «Высшая школа Харьковщины — лучшие имена» в номинации «Молодой ученый», 2014;
- Благодарность Председателя Харьковской областной государственной администрации, 2015;
- Почётная грамота Северо-Восточного научного центра НАН Украины и МОН Украины, 2017;
- Почётная грамота Харьковского городского совета Департамента образования, 2018;
- Почётная грамота Харьковского городского совета Департамента образования, 2019.

## Основные труды и работы. Литература
Автор свыше 174 научных работ, из них 118 научного характера (в том числе 2 монографии, 93 статьи, из них: 82 в научных профессиональных изданиях Украины, 7 в изданиях Украины, которые включены в наукометрические базы, 4 в международных профессиональных изданиях, 23 декларационных патента) и 56 учебно-методического характера (в том числе 1 учебник, 10 учебных пособий, рекомендованных МОН Украины как учебник и учебные пособия для студентов высших учебных заведений).
- Біржова діяльність. Методичні вказівки та завдання для практичних занять. 2017
- Влияние технологических режимов и приемов на качество пищевых продуктов и сырья при замораживании и холодильном хранении. Монография. 2017
- Commodity analysis of spreads with increased biological value. 2016
- Особенности электронной коммерции и перспективы её развития в Украине. 2015